# Sakura (Tochigi)
Sakura (Japans: さくら市, Sakura-shi) is een stad in de prefectuur Tochigi op het eiland Honshu, Japan. De stad heeft een oppervlakte van 125,46 km² en medio 2008 bijna 43.000 inwoners.

## Geschiedenis
Op 28 maart 2005 ontstond Sakura met de status van stad (shi) na samenvoeging van de gemeentes Kitsuregawa (喜連川町, Kitsuregawa-machi) en Ujiie (氏家町, Ujiie-machi).

## Verkeer
Sakura ligt aan de Utsunomiya-lijn van de East Japan Railway Company. Er is ook een 'light rail' van de Kitsunekawa Spoorwegmaatschappij.
Sakura ligt aan de autowegen 4 en 293.

## Aangrenzende steden
- Utsunomiya
- Yaita
- Ōtawara
- Nasukarasuyama